# 1945年の音楽
1945年の音楽（1945ねんのおんがく）では、1945年（昭和20年）の音楽分野の動向についてまとめる。

## 概要・できごと
- 第二次世界大戦中のドレスデン爆撃により、ゼンパーオーパー(ザクセン州立歌劇場) が破壊される。
- 8月19日–ディック・パウエルがジューン・アリソンと結婚。
- ルイジアナ州レイクチャールズにゴールドバンド・レコード設立[注 1]。
- 12月31日『紅白音楽試合』放送開始。

## 詳細
- 作曲家アーネスト・ジョン・モーランとチェリスト、ピアーズ・コエットモアが結婚。
- 7 月 27 日–ベンジャミン ブリテンとユーディ メニューインがベルゲン ベルゼン避難民キャンプでコンサートを行った。
- 9 月 1 日–イタリアのラジオでのトリオ レスカーノの最後のコンサート。
- 9 月 4 日–ベートーヴェンのフィデリオは、第二次世界大戦後、ベルリンで上演される最初のオペラになった。
- 10 月 25 日–フィルハーモニア管弦楽団が、ロンドンで最初のコンサートを行った。
- 11 月 –ハンス・シュミット=イゼルシュテットが北ドイツ放送交響楽団を指揮して、初のコンサートを開催。
- 11 月 26 日–チャーリー・パーカー[注 2]がリーダーとして初めてレコーディングを行い、マイルス・デイヴィス[注 3]も参加。

## 洋楽・邦楽・出版曲
- アンドリューズ・シスターズ「ラムとコカコーラ」
- エイトル・ヴィラ＝ロボス「ピアノ協奏曲第1番」
- カール・T・フィッシャー・フランキー・レイン「ウィール・ビー・トゥゲザー・アゲイン」
- ジョゼフ・コズマ「枯葉」
- セルゲイ・ラフマニノフ「ロスティスラフ公」
- ドミートリイ・ショスタコーヴィチ「交響曲第9番」
- ナサニエル・シルクレット「創世記組曲」
- ハリー・ジェイムスとキティ・カレン「イッツ・ビーン・ア・ロング・ロング・タイム」
- バルトーク・ベーラ「ピアノ協奏曲第3番」
- ヴィルヘルム・フルトヴェングラー「交響曲第2番」
- フランク・シナトラ「ユール・ネヴァー・ウォーク・アローン」
- フランシスコ・カナロ・マリアーノ・モーレス「さらば草原よ」
- ヘスース・グリーディ「ピレネー交響曲」
- ベンジャミン・ブリテン「ピーター・グライムズ」
- ボリス・モクロウソフ「淋しいアコーディオン」
- ローラン・ジェルボー「ラ・メール」
- 安西愛子など「お山の杉の子」
- 並木路子「リンゴの唄」(1946年に発表）
- 琉球民謡「屋嘉節」
- 戦時歌謡・樋口静雄「戦友の唄」（同期の桜）

## 誕生
- 1月1日 - 沖津ひさゆき（ギタリスト・歌手、ザ・ジャガーズ）
- 1月2日 - ひのきしんじ（音楽プロデューサー・元歌手）
- 1月2日 - 中村達也（ジャズドラマー）
- 1月3日 - スティーヴン・スティルス（ミュージシャン、バッファロー・スプリングフィールド/クロスビー、スティルス&ナッシュ）
- 1月7日 - はしだのりひこ（シンガーソングライター、ザ・フォーク・クルセダーズ、+2017年・72歳没）
- 1月10日 - ロッド・スチュワート（ミュージシャン）
- 1月10日 - 佐良直美（歌手・タレント・女優）
- 1月12日 - マギー・ベル（ボーカリスト）
- 1月12日 - 三木たかし（作曲家、+2009年・64歳没）
- 1月13日 - ヨンダーニ・バット（指揮者、+2014年）
- 1月17日 - ケース・バケルス（指揮者）
- 1月18日 - おすぎ/ピーコ（タレント）
- 1月20日 - エリック・スチュワート（ミュージシャン、10cc）
- 1月25日 - 三根信宏（ギタリスト、ディック・ミネ三男）
- 1月26日 - アシュリー・ハッチングス（ミュージシャン、フェアポート・コンヴェンション/スティーライ・スパン/アルビオン・バンド）
- 1月26日 - ジャクリーヌ・デュ・プレ（チェロ奏者、+1987年・42歳没）
- 1月27日 - 森山威男（ジャズドラマー）
- 1月28日 - ロバート・ワイアット（ミュージシャン、ソフト・マシーン/マッチング・モウル）
- 1月29日 - 本間千代子（歌手・女優）
- 2月2日 - ペーター・レーゼル（ピアニスト）
- 2月2日 - 舟崎克彦（作家・詩人・作詞家・挿絵画家、+2015年・70歳没）
- 2月6日 - ボブ・マーリー（レゲエミュージシャン、+1981年・36歳没）
- 2月7日 - 二宮ゆき子（歌手）
- 2月8日 - ミケール・ブラウン（歌手・女優）
- 2月10日 - 小松久（ミュージシャン、ヴィレッジ・シンガーズ）
- 2月14日 - 伊原直子（声楽家）
- 2月14日 - 扇ひろこ（演歌歌手）
- 2月17日 - 箱崎晋一朗（歌手、+1988年）
- 2月19日 - 白井淳夫（ジャズサクソフォーン奏者）
- 2月21日 - 坂田明（ジャズサックス奏者・タレント・俳優、坂田学実父）
- 2月23日 - ジョン・ハルシー（ドラマー、ラトルズ）
- 2月27日 - カール・アンダーソン（俳優・歌手、+2004年・58歳没）
- 3月2日 - テディ・ロビン・クァン（歌手・俳優）
- 3月2日 - デレク・ワトキンス（トランペット奏者、+2013年・68歳没）
- 3月3日 - ベートーベン鈴木（シンガーソングライター）
- 3月4日 - 村井邦彦（作曲家・音楽プロデューサー）
- 3月6日 - 大川隆子（声楽家）
- 3月7日 - ニコラス・クレーマー（指揮者・チェンバロ奏者）
- 3月7日 - 高橋祐次郎（翻訳家・音楽評論家、+1998年・53歳没）
- 3月8日 - ブルース・ブロートン（映画音楽作曲家）
- 3月8日 - ミッキー・ドレンツ（歌手・俳優、ザ・モンキーズ）
- 3月9日 - カーチャ・エプシュタイン（歌手）
- 3月9日 - ロビン・トロワー（ギタリスト）
- 3月10日 - ヨジェ・バニチ（ファゴット奏者）
- 3月10日 - 門脇陸男（演歌・民謡歌手）
- 3月11日 - 大津留克明（ジャズトロンボーン奏者）
- 3月12日 - 若林ケン（シャンソン歌手）
- 3月13日 - 吉永小百合（女優・歌手）
- 3月14日 - ウォルター・パラゼイダー（サクソフォーン奏者、シカゴ）
- 3月14日 - ヘルマン・ヴァン・ヴェーン（俳優・シンガーソングライター）
- 3月17日 - エリス・レジーナ（歌手、+1982年・36歳没）
- 3月18日 - ボビー・ソロ（歌手）
- 3月19日 - 鈴木忠男（ギタリスト、シャープ・ホークス）
- 3月23日 - フランコ・バッティアート（シンガーソングライター）
- 3月24日 - 仙道作三（作曲家）
- 3月27日 - 宮本信子（女優・歌手）
- 4月1日 - 和波孝禧（ヴァイオリニスト）
- 4月2日 - リチャード・タラスキン（音楽学者・音楽評論家）
- 4月2日 - 趙英男（歌手・タレント・画家・著作家）
- 4月3日 - カトリーヌ・スパーク（女優・歌手）
- 4月5日 - 田辺靖雄（歌手・俳優）
- 4月7日 - 宇津海仙（元俳優・元歌手）
- 4月8日 - ウォルト・マーティン（音響技術者、+2014年・69歳没）
- 4月8日 - 直野資（声楽家）
- 4月9日 - スティーヴ・ガッド（ドラマー）
- 4月10日 - シャーリー・ウォーカー（作曲家・指揮者、+2006年・61歳没）
- 4月10日 - 堀了介（チェリスト）
- 4月12日 - 本條秀太郎（三味線奏者）
- 4月13日 - ローウェル・ジョージ（ミュージシャン、リトル・フィート、+1979年・34歳没）
- 4月14日 - リッチー・ブラックモア（ミュージシャン、ディープ・パープル）
- 4月20日 - ジミー・ウィンストン（キーボーディスト、スモール・フェイセス、+2020年・75歳没）[1]
- 4月21日 - 知名定男（民謡歌手）
- 4月22日 - デメトリオ・ストラトス（ミュージシャン、アレア、+1979年・34歳没）
- 4月22日 - 鰐淵晴子（女優・歌手・ヴァイオリニスト）
- 4月24日 - コリン・ウォルコット（ミュージシャン、+1984年・39歳没）
- 4月25日 - デイヴ・ローソン（キーボーディスト、グリーンスレイド）
- 4月25日 - ビョルン・ウルヴァース（ミュージシャン、ABBA）
- 4月25日 - 渡辺典子（童謡歌手、+1994年以前）
- 4月29日 - オレグ・マイセンベルク（ピアニスト）
- 4月29日 - ズデニェク・ティルシャル（ホルン奏者、+2006年）
- 4月29日 - タミー・テレル（歌手、+1970年・24歳没）
- 4月29日 - ヒュー・ホッパー（ベーシスト、ソフト・マシーン、+2009年・64歳没）
- 4月29日 - 原田幸一郎（ヴァイオリニスト・指揮者）
- 5月1日 - リタ・クーリッジ（歌手）
- 5月1日 - 阿木燿子（作詞家・女優・小説家・エッセイスト）
- 5月5日 - 新田和長（実業家・レコードプロデューサー、ザ・リガニーズ）
- 5月6日 - カイン・リー（歌手）
- 5月6日 - ボブ・シーガー（ミュージシャン）
- 5月8日 - キース・ジャレット（ジャズクラシックピアニスト）
- 5月11日 - モンゲジ・フェザ（トランペッター・フルート奏者、+1975年・30歳没）
- 5月12日 - イアン・マクレガン（ミュージシャン、+2014年・69歳没）
- 5月12日 - ダルマシオ・ゴンザレス（テノール歌手）
- 5月13日 - 山田パンダ（フォークシンガー、かぐや姫）
- 5月16日 - シルヴェスター・リーヴァイ（作曲家）
- 5月19日 - ピート・タウンゼント（ギタリスト・小説家、ザ・フー）
- 5月20日 - 岩井正浩（音楽学者）
- 5月23日 - デビッド・グリスマン（ジャズミュージシャン）
- 5月23日 - 野島稔（ピアニスト）
- 5月27日 - ブルース・コバーン（シンガーソングライター）
- 5月28日 - ジョン・フォガティ（ミュージシャン・音楽プロデューサー、クリーデンス・クリアウォーター・リバイバル）
- 5月28日 - 姿美千子（女優・歌手）
- 5月29日 - ゲイリー・ブルッカー（ミュージシャン、プロコル・ハルム）
- 5月30日 - グラディス・ホートン（歌手、マーヴェレッツ、+2011年・65歳没）
- 6月1日 - フレデリカ・フォン・シュターデ（メゾソプラノ歌手）
- 6月1日 - リンダ・スコット（歌手）
- 6月2日 - 三沢あけみ（演歌歌手・女優）
- 6月3日 - クラウディオ・リッピ（俳優・歌手）
- 6月16日 - イヴァン・リンス（ミュージシャン）
- 6月17日 - ヒョンチョル（トロット歌手）
- 6月17日 - 金井克子（俳優・歌手・元バレエダンサー）
- 6月18日 - アンソニー・ハルステッド（指揮者）
- 6月19日 - グリール・マーカス（音楽評論家）
- 6月20日 - アン・マレー（歌手）
- 6月25日 - カーリー・サイモン（シンガーソングライター）
- 6月28日 - デイヴィッド・ナイツ（ベーシスト、プロコル・ハルム）
- 7月1日 - デボラ・ハリー（ミュージシャン、ブロンディ）
- 7月2日 - エミー・ジャクソン（歌手）
- 7月3日 - アニア・タウアー（チェリスト、+1973年・28歳没）
- 7月5日 - アレクサンドル・ラザレフ（指揮者）
- 7月6日 - 徳江尚子（ヴァイオリニスト、+2019年・74歳没）[2]
- 7月8日 - 大木凡人（タレント・元歌手）
- 7月10日 - 松島トモ子（女優・歌手・タレント）
- 7月12日 - チャールズ・デーレンバック（チューバ奏者）
- 7月13日 - ジェニファー・スミス（ソプラノ歌手）
- 7月13日 - 日野てる子（歌手、+2008年・63歳没）
- 7月18日 - 荻野達也（オルガニスト、+2013年）
- 7月19日 - 菅原やすのり（歌手、+2015年・70歳没）
- 7月20日 - キム・カーンズ（歌手）
- 7月23日 - エドワード・グレグソン（作曲家）
- 7月30日 - デイヴィッド・サンボーン（フュージョンミュージシャン）
- 8月 - 野中図洋和（指揮者）
- 8月 - 趙季平（作曲家）
- 8月5日 - ストイカ・ミラノヴァ（ヴァイオリニスト）
- 8月5日 - 東海林良（作詞家・小説家）
- 8月6日 - 稲川榮一（チューバ奏者）
- 8月9日 - 黒澤吉徳（作曲家）
- 8月12日 - 2代目玉川福太郎（浪曲名跡、+2007年・61歳没）
- 8月16日 - シェイラ（歌手）
- 8月17日 - 清水道夫（歌手、ヴィレッジ・シンガーズ）
- 8月19日 - イアン・ギラン（ボーカリスト、ディープ・パープル）
- 8月21日 - ベイジル・ポールドゥリス（映画音楽作曲家、+2006年・61歳没）
- 8月21日 - 本田竹広（ジャズピアニスト、+2006年・60歳没）
- 8月22日 - タモリ（お笑いタレント）
- 8月23日 - リタ・パヴォーネ（カンツォーネ歌手・女優）
- 8月24日 - ケン・ヘンズレー（ミュージシャン、ユーライア・ヒープ、+2020年・75歳没）[3]
- 8月24日 - マルコム・ダンカン（サクソフォニスト、アヴェレイジ・ホワイト・バンド、+2019年・74歳没）[4]
- 8月25日 - 石坂敬一（音楽ディレクター・ワーナーミュージック・ジャパン名誉会長、+2016年・71歳没）
- 8月27日 - 小泉洋（音楽プロデューサー）
- 8月28日 - ヴィクトル・アシス・ブラジル（サクソフォン奏者、+1981年・35歳没）
- 8月28日 - グスタフ・クーン（指揮者・演出家）
- 8月31日 - イツァーク・パールマン（ヴァイオリニスト・指揮者）
- 8月31日 - ヴァン・モリソン（ミュージシャン）
- 8月31日 - ボブ・ウェルチ（歌手、フリートウッド・マック、+2012年・66歳没）
- 9月3日 - マイク・ハリソン（ミュージシャン、スプーキー・トゥース、+2018年・72歳没）
- 9月5日 - アル・スチュワート（シンガーソングライター）
- 9月5日 - 丸谷明夫（吹奏楽指揮者）
- 9月5日 - 古澤良治郎（ジャズドラマー、+2011年・65歳没）
- 9月6日 - 大川茂（歌手、ハイ・ファイ・セット）
- 9月7日 - 名倉淑子（ヴァイオリニスト、+2018年・73歳没）
- 9月10日 - ホセ・フェリシアーノ（歌手・ギタリスト）
- 9月11日 - ジャンルイジ・ジェルメッティ（指揮者）
- 9月13日 - アラン・ルヴィエ（作曲家）
- 9月14日 - 宇野山和夫（ミュージシャン・俳優、ザ・リンド&リンダース）
- 9月15日 - ジェシー・ノーマン（ソプラノ歌手、+2019年・74歳没）[5]
- 9月19日 - デヴィッド・ブロムバーグ（シンガーソングライター）
- 9月20日 - オドネル・リーヴィ（ギタリスト、+2016年・70歳没）
- 9月20日 - スウィートピー・アトキンソン（ボーカリスト、ウォズ (ノット・ウォズ)、+2020年・74歳没）[6]
- 9月23日 - 三井由美子（元演歌歌手）
- 9月24日 - ジョン・ラター（指揮者）
- 9月26日 - ガル・コスタ（歌手）
- 9月26日 - ブライアン・フェリー（ミュージシャン、ロキシー・ミュージック）
- 9月27日 - ミッシャ・ディヒター（ピアニスト）
- 10月1日 - ダニー・ハサウェイ（歌手、+1979年・33歳没）
- 10月2日 - シリル・ディードリシュ（指揮者）
- 10月2日 - ドン・マクリーン（シンガーソングライター）
- 10月3日 - ジャン＝ジャック・カントロフ（ヴァイオリニスト・指揮者）
- 10月3日 - 八木誠（音楽評論家、+2011年・65歳没）
- 10月5日 - 松浦四郎若（浪曲師）
- 10月7日 - ケヴィン・ゴドレイ（ミュージシャン、10cc/ゴドレイ&クレーム）
- 10月7日 - 川人伸二（フルート奏者・指揮者）
- 10月8日 - レイ・ロイヤー（ギタリスト、プロコル・ハルム）
- 10月9日 - 水前寺清子（歌手・女優）
- 10月10日 - アラン・カートライト（ベーシスト、プロコル・ハルム、+2021年・75歳没）[7]
- 10月12日 - レジス・パスキエ（ヴァイオリニスト）
- 10月13日 - 古市哲太郎（作曲家）
- 10月14日 - ジョー・ギブス（音楽プロデューサー、+2008年・65歳没）
- 10月16日 - アンネッテ・サーヴァデイ（ピアニスト）
- 10月16日 - ウィルマ・ゴイク（歌手）
- 10月19日 - キャロル・キッド（ジャズシンガー）
- 10月19日 - ディヴァイン（俳優・歌手、+1988年・42歳没）
- 10月22日 - レスリー・ウェスト（ギタリスト・歌手、マウンテン、+2020年・75歳没）[8]
- 10月22日 - 成田賢（歌手、ザ・ビーバーズ、+2018年・73歳没）
- 10月26日 - ジャンデック（シンガーソングライター）
- 10月28日 - エルトン・ディーン（ジャズミュージシャン、ソフト・マシーン、+2006年・60歳没）
- 10月29日 - ミッキー・ギャラガー（キーボーディスト）
- 10月30日 - 田宮堅二（トランペット奏者）
- 10月31日 - クレール・ジボー（指揮者）
- 11月1日 - 矢吹健（歌手、+2015年・69歳没）
- 11月3日 - ニック・シンパー（ベーシスト、ディープ・パープル）
- 11月3日 - 三原綱木（ギタリスト、ジャッキー吉川とブルー・コメッツ）
- 11月4日 - ジョニー野村（音楽プロデューサー、+2021年・75歳没）[9]
- 11月8日 - 渚ゆう子（歌手）
- 11月9日 - ヨス・ファン・インマゼール（チェンバロ奏者・ピアニスト・指揮者）
- 11月11日 - クリス・ドレヤ（ミュージシャン、ヤードバーズ）
- 11月12日 - ニール・ヤング（シンガーソングライター、クロスビー、スティルス、ナッシュ&ヤング/バッファロー・スプリングフィールド）
- 11月15日 - アンニ＝フリッド・リングスタッド（ミュージシャン、ABBA）
- 11月16日 - ポール・レイモンド（ギタリスト・キーボーディスト、UFO、+2019年・73歳没）[10]
- 11月18日 - 桜庭伸幸（作曲家、+2014年）
- 11月19日 - アンドリュー・マカロック（元ドラマー）
- 11月20日 - 松下章一（作詞家・音楽プロデューサー）
- 11月23日 - エリザーベト・レオンスカヤ（ピアニスト）
- 11月23日 - コーネル・キャンベル（レゲエ歌手）
- 11月26日 - ジョン・マクヴィー（ベーシスト、フリートウッド・マック）
- 11月26日 - マイケル・オマーティアン（ミュージシャン）
- 11月27日 - グレン・アダムス（キーボーディスト、+2010年・65歳没）
- 11月27日 - ランディ・ブレッカー（トランペット・フリューゲルホルン奏者）
- 11月29日 - マルガ・シムル（歌手）
- 11月30日 - ラドゥ・ルプ（ピアニスト）
- 11月30日 - ロジャー・グローヴァー（ベーシスト・キーボーディスト、ディープ・パープル）
- 12月1日 - ジェラルド・ロビンス（ピアニスト）
- 12月1日 - ベット・ミドラー（歌手・女優）
- 12月2日 - ロルフ＝ディーター・アレンス（ピアニスト）
- 12月4日 - ロクリアン正岡（作曲家）
- 12月8日 - ユーリー・マルーシン（テノール歌手）
- 12月10日 - マレク・グレフタ（歌手、+2006年・60歳没）
- 12月12日 - トニー・ウィリアムス（ジャズミュージシャン、+1997年・51歳没）
- 12月13日 - ピンカス・スタインバーグ（指揮者・ヴァイオリニスト）
- 12月15日 - 笠井紀美子（宝飾デザイナー・元ジャズ歌手）
- 12月15日 - 福士則夫（作曲家）
- 12月20日 - ピーター・クリス（ドラマー・歌手、キッス）
- 12月20日 - 黒澤久雄（タレント・俳優・歌手・映画プロデューサー）
- 12月21日 - 沖山秀子（女優・歌手、+2011年・65歳没）
- 12月22日 - ビリー・デイヴィス（歌手）
- 12月23日 - ジョルジュ・アペルギス（作曲家）
- 12月23日 - つかせのりこ（声優・歌手、+1989年・43歳没）
- 12月24日 - ヘルムート・ドイッチュ（ピアニスト）
- 12月24日 - ルカ・ロンバルディ（作曲家）
- 12月24日 - レミー・キルミスター（歌手、モーターヘッド、+2015年・70歳没）
- 12月25日 - ノエル・レディング（ミュージシャン、+2003年・57歳没）
- 12月25日 - マージョリー・ノエル（歌手、+2000年・54歳没）
- 12月26日 - デイヴィッド・R・ホルジンガー（作曲家）
- 12月27日 - クラレンス・バーロウ（作曲家）
- 12月27日 - 磯村和英（ヴァイオリニスト、東京クヮルテット）
- 12月30日 - ジャン＝ジャック・ナティエ（音楽学者）
- 12月30日 - デイビー・ジョーンズ（歌手・俳優、ザ・モンキーズ、+2012年・66歳没）

月日不明
- アリス・アデール（ピアニスト）
- アン真理子（歌手・作詞家・女優）
- 井下洋子（ピアニスト）
- 大村典子（ピアニスト）
- ジャック・ルノ（作曲家）
- 田中未知（作曲家・楽器作家・映画監督・著作家）
- ダニエレ・パトゥッキ（指揮者、+2015年）
- 林正儀（オーディオ評論家）
- ヴァシュティ・バニヤン（シンガーソングライター）
- フレッド・ジャクソン・ジュニア（ジャズミュージシャン）
- マーサ・ハイ（歌手）
- 三浦久（フォークシンガー）
- ヨンギー・パクパーン（作曲家）
- 和田良知（音楽プロデューサー）

## 死去
- 5月15日 - ケネス・アルフォード、作曲家（* 1881年）
- 8月2日 - エミール・フォン・レズニチェク、作曲家（* 1860年）
- 8月2日 - ピエトロ・マスカーニ、作曲家（* 1863年）
- 9月15日 - アントン・ヴェーベルン、作曲家（* 1883年）
- 9月26日 - バルトーク・ベーラ、作曲家（* 1881年）
- 12月8日 - アレクサンドル・ジロティ、音楽家（* 1863年）